# Ante Rukavina
Ante Rukavina (Šibenik, Croacia, 18 de junio de 1986) es un exjugador croata de fútbol. Jugó de delantero y su último club fue el Viborg FF.

## Biografía
Rukavina, que actuó de delantero o de centrocampista ofensivo, nació en Šibenik, República Federal Socialista de Yugoslavia (actual Croacia).
Empezó su carrera futbolística en las categorías inferiores de un equipo de su ciudad natal, el HNK Šibenik. En 2004 pasa a formar parte de la primera plantilla del club. El equipo militaba por aquella época en la Druga HNL (segunda categoría). En la temporada 2006-07 Rukavina ayuda a su equipo a ascender a la Prva HNL.
En 2007 ficha por el Hajduk Split, que pagó 400000 euros al HNK Šibenik para poder llevárselo. Ese año llega a la final de la Copa de Croacia, aunque finalmente el título fue a parar al Dinamo de Zagreb.
En 2008 se marcha a Grecia para jugar con su actual club, el Panathinaikos, equipo que tuvo que realiza un desembolso económico de 2,8 millones de euros para poder hacerse con sus servicios.
Los aficionados le pusieron el apodo del Henry croata debido a su forma de jugar, muy parecida a la de Thierry Henry.
En el 2010 después de salir campeón de la Super Liga Griega y la Copa de Grecia con el Panathinaikos volvió a su país esta vez a jugar en el Dinamo Zagreb.

## Selección nacional
Aunque ha jugado con las categorías inferiores de la Selección de fútbol de Croacia todavía no ha debutado con la selección absoluta, aunque una vez entró en la convocatoria (12 de marzo de 2007).

## Clubes
| Club                               | País      | Año       |
| ---------------------------------- | --------- | --------- |
| HNK Šibenik                        | Croacia   | 2004-2007 |
| HNK Hajduk Split                   | Croacia   | 2007-2008 |
| P.A.E. Panathinaikos               | Grecia    | 2008-2010 |
| Dinamo Zagreb                      | Croacia   | 2010-2016 |
| Nogometni Klub Lokomotiva (cesión) | Croacia   | 2014-2015 |
| Viborg FF (cesión)                 | Dinamarca | 2015-2016 |